# 孙应征
孫應征（1956年10月—），男，漢族，湖北崇陽人，畢業於中南財經政法大學刑法學，碩士研究生學歷。1974年9月參加工作，1976年5月加入中國共產黨。

## 生平
華中師範大學中文系畢業後分配至湖北省高级人民法院工作，曾任湖北省高级人民法院副院長。2004年8月，出任湖北省人民檢察院副檢察長。2006年11月，接替張河潔擔任湖北省武漢市人民檢察院檢察長。2016年1月，獲選為武漢市人民代表大會常務委員會副主任。2019年10月，正式退休。
2020年6月8日，湖北省紀委監委宣布孫應征涉嫌嚴重違紀和職務違法，正在接受紀律審查和監察調查。11月30日，遭到开除党籍处分。